# Judo-Afrikameisterschaften 2013
Die Judo-Afrikameisterschaften 2013 fanden am 18. und 19. April 2013 im mosambikanischen Maputo statt.

## Ergebnisse

### Männer
| Gewichtsklasse                 | Gold               | Silber               | Bronze                          |
| ------------------------------ | ------------------ | -------------------- | ------------------------------- |
| Superleichtgewicht (bis 60 kg) | Yassine Moudatir   | Mohamed Abdelmawgoud | Fraj Dhouibi Mohamed El-Kawisah |
| Halbleichtgewicht (bis 66 kg)  | Houcem Khalfaoui   | Ahmed Mohammedi      | Ahmed Awad Houd Zourdani        |
| Leichtgewicht (bis 73 kg)      | Gideon van Zyl     | Hamza Barhoumi       | Youcef Ouahab Emmanuel Nartey   |
| Halbmittelgewicht (bis 81 kg)  | Safouane Attaf     | Abdelaziz Ben Ammar  | Mohamed Abdelaal Yacine Ladour  |
| Mittelgewicht (bis 90 kg)      | Hatem Abd el Akher | Mohamed Darwish      | Amar Benikhlef Kinapéya Koné    |
| Halbschwergewicht (bis 100 kg) | Ramadan Darwish    | Lyes Bouyacoub       | Anis Ben Khaled Amdy Fall       |
| Schwergewicht (über 100 kg)    | Faicel Jaballah    | Mohamed Tayeb        | Islam El-Shehaby Mehdi El Malki |
| Offene Klasse                  | Islam El-Shehaby   | Faicel Jaballah      | Dieudonné Dolassem Bilal Zouani |

### Frauen
| Gewichtsklasse                 | Gold                | Silber                    | Bronze                                   |
| ------------------------------ | ------------------- | ------------------------- | ---------------------------------------- |
| Superleichtgewicht (bis 48 kg) | Taciana Lima        | Sabrina Saidi             | Hela Ayari Asaramanitra Ratiarison       |
| Halbleichtgewicht (bis 52 kg)  | Amani Khalfaoui     | Djazia Haddad             | Christianne Legentil Mariama Ndou        |
| Leichtgewicht (bis 57 kg)      | Nesria Jelassi      | Fatima Zahra Ait Ali      | Ons Ben Messaoud Hortense Diédhiou       |
| Halbmittelgewicht (bis 63 kg)  | Rizlen Zouak        | Imene Agouar              | Asma Bjaoui Helene Wezeu Dombeu          |
| Mittelgewicht (bis 70 kg)      | Assmaa Niang        | Antónia Moreira de Fátima | Hend Abdelmeguid Houda Miled             |
| Halbschwergewicht (bis 78 kg)  | Hana Mareghni       | Audrey Koumba             | Vanessa Mballa Kaouthar Ouallal          |
| Schwergewicht (über 78 kg)     | Nihel Cheikh Rouhou | Sahar Trabelsi            | Sonia Asselah Dechantal Fokou Ntolack    |
| Offene Klasse                  | Nihel Cheikh Rouhou | Esther Ratugi             | Dechantal Fokou Ntolack Kaouthar Ouallal |

## Medaillenspiegel
| Platz | Nation         | Gold | Silber | Bronze | Gesamt |
| ----- | -------------- | ---- | ------ | ------ | ------ |
| 1.    | Tunesien       | 7    | 4      | 5      | 16     |
| 2.    | Marokko        | 4    | 1      | 1      | 6      |
| 3.    | Ägypten        | 3    | 2      | 2      | 7      |
| 4.    | Guinea-Bissau  | 1    | 0      | 0      | 1      |
| 4.    | Südafrika      | 1    | 0      | 0      | 1      |
| 6.    | Algerien       | 0    | 6      | 6      | 12     |
| 7.    | Angola         | 0    | 1      | 0      | 1      |
| 7.    | Gabun          | 0    | 1      | 0      | 1      |
| 7.    | Kenia          | 0    | 1      | 0      | 1      |
| 10.   | Kamerun        | 0    | 0      | 5      | 5      |
| 11.   | Senegal        | 0    | 0      | 3      | 3      |
| 12.   | Elfenbeinküste | 0    | 0      | 1      | 1      |
| 12.   | Ghana          | 0    | 0      | 1      | 1      |
| 12.   | Libyen         | 0    | 0      | 1      | 1      |
| 12.   | Madagaskar     | 0    | 0      | 1      | 1      |
| 12.   | Mauritius      | 0    | 0      | 1      | 1      |